# IC 671
IC 671 је спирална галаксија у сазвјежђу Лав која се налази на листи објеката дубоког неба у Индекс каталогу.
Деклинација објекта је + 0° 47' 0" а ректасцензија 11h 7m 31,6s. Привидна величина (магнитуда) објекта IC 671 износи 13,6 а фотографска магнитуда 14,4. IC 671 је још познат и под ознакама UGC 6180, MCG 0-28-31, CGCG 10-79, PGC 33689.